# HMS Comus (1914)
«Комус» (англ. HMS Comus (1914) — військовий корабель, легкий крейсер типу «C» підкласу «Керолайн» Королівського військово-морського флоту Великої Британії часів Першої світової війни.

## Історія створення
«Комус» був закладений 13 листопада 1913 року на верфі компанії Swan Hunter and Wigham Richardson у Волсенді. 16 грудня 1914 року спущений на воду, а 15 травня 1915 року увійшов до складу Королівських ВМС Великої Британії.

## Історія служби
Після введення в експлуатацію 15 травня 1915 року, «Комус» був приписаний до 4-ї ескадри легких крейсерів Великого флоту. 29 лютого 1916 року разом з есмінцем «Мюнстер» він потопив торговий рейдер Імперського німецького флоту «Грайф» у Північному морі, а також брав участь у Ютландській битві 31 травня-1 червня 1916 року під командуванням капітана Алана Джеффрі Готема. Під час битви, приблизно о 20:40 31 травня «Комус» відправив командувачу Великого флоту адміралу Джону Джелліко інформацію про розташування німецького флоту. Ця інформація разом з додатковою інформацією з кораблів «Фалмут», «Саутгемптон» і «Лайон» дала Джелліко інформацію, необхідну для прийняття рішення про нічні пересування флоту в ніч з 31 травня на 1 червня 1916 р.
Після завершення Першої світової війни «Комус» продовжив службу у складі 1-ї ескадри легких крейсерів з березня по квітень 1919 року, а потім пройшов ремонт у Росайті. У жовтні 1919 року «Комус» повернувся на службу до 4-ї ескадри легких крейсерів і служив на Ост-Індійській станції до червня 1923 року, тимчасово виконуючи роль флагмана станції в 1921 році. Потім він був приписаний до 3-ї ескадри легких крейсерів Середземноморського флоту до грудня 1924 року, коли увійшов до Норського резерву.
«Комус» вивели з резерву у вересні 1925 року і включили до 2-ї ескадри легких крейсерів Атлантичного флоту. Після ремонту він знову вступив на ту ж службу в серпні 1927 року. Новий важкий крейсер «Норфолк» замінив його в травні 1930 року, і його вивели до резерву в Девонпорті, де він залишався до списання в грудні 1933 року і передачі під контроль верфі.